# Lyophyllum amygdalosporum
Lyophyllum amygdalosporum är en svampart som tillhör divisionen basidiesvampar, och som beskrevs av Kuulo A. Kalamees. Lyophyllum amygdalosporum ingår i släktet Lyophyllum, och familjen Lyophyllaceae. Arten har ej påträffats i Sverige.